# 歐陽漸
歐陽漸（1871年—1943年），字鏡湖，四十歲之後改字竟無，一般尊稱為歐陽竟無、竟無大師，男，江西宜黄人，中國佛学家。是支那內學院的建立者，復興法相唯識學，是現代中國佛教研究之先鋒。
著名的弟子有熊十力、呂澂等人；而哲學家唐君毅及其父親唐迪風（唐烺，晚清學者），亦師承自歐陽氏。

## 生平
歐陽漸出身書香世家，其祖父歐陽鼎訓為舉人，至北京考取景山官學教習。其父歐陽暉為道光年間舉人，但在北京數十年，科場失利。中年後，回到家鄉，督辦團練，因而保舉陝西司主事。
1876年，六歲時，其父病逝，家道中衰。由叔父歐陽昱負責教養成人。歐陽昱是同治年間貢生，長於辭賦，有名士之稱，但同樣科場不利，無法仕進，擔任幕僚及塾師維生。除了養活自己家庭之外，還要負擔歐陽漸一家。
歐陽漸自幼隨叔父歐陽昱讀書，初習詩賦文章，繼習文字考據之學，進而學習曾胡程朱諸家學說與經世之學。1890年，至南昌，考進經訓書院。在此認識桂伯華，從而認識黎端甫、梅光羲、李證剛等人。
1894年，甲午戰爭後，改修陸王心學，這時桂伯華勸其學佛。光绪三十年（公元1904年），赴北京廷試后南歸時路過南京，专程到金陵刻经处拜访了杨仁山。不久，他回到宜黄，兴办正志学堂，自订科目，自编课本，亲自讲授。1906年，他在广昌县做教谕時，母親去世。
次年，歐陽竟无赴南京，追随杨仁山学习佛法。不久，他奉杨氏之命，东渡日本，寻访佛教遗籍。在东京，他结识了章太炎、刘师培等，常在一起讨论佛学。回国后，为了筹集今后能够长期专心学习研究佛法的经费，就接受两廣優級師範學堂的邀請，出任讲席，后因病辞职。继与友人李证刚于九峰山務農。1910年，歐陽竟無再次赴南京依杨仁山居士研究佛法，专攻慈氏法相唯识学。1911年，楊仁山去世，而革命軍四起，歐陽竟無等弟子在戰亂中保全了經文石刻。1912年，他与李证刚、桂伯华等一起发起成立佛教会，激励僧徒自救，主张政教分离。
1914年在金陵刻经处成立佛学研究部，聚众讲学。1918年，他与沈子培、陈伯年、梁启超、熊秉三、蔡孑民、章太炎等人，共同发起在金陵刻经处研究部的基础上筹建支那内学院，经过四年的筹备，支那内学院于1922年7月正式成立。1937年“七·七”事变后，内学院迁到四川江津，院名为支那内学院蜀院。
1943年2月，欧阳竟无因肺病不治而逝

## 佛陀與教育
民國十二年（1923年），歐陽竟無先生在第四中山大學做過一次震撼佛教界的講演，講題是：「佛法非宗教、非哲學，而為今世所必需。」
他舉例證明佛法不是宗教，也不是哲學，而是「佛陀對一切眾生至善圓滿的教育」。在康熙、雍正、乾隆的盛世時代，佛法依舊是教育。直到最近兩百多年，清朝中葉嘉慶以後至今，佛教確實已形成宗教 。

## 家族
其子歐陽格官至中華民國海軍少將。

## 著作
- 《支那內學院院訓釋》
- 《大般若經敘》
- 《瑜伽師地論敘》
- 《大涅槃經敘》
- 《俱舍論敘》
- 《五分般若讀》
- 《心經讀》
- 《唯識抉擇談》
- 《唯識研究次第》
- 《中庸傳》
- 《解節經真諦義》
- 《在家必讀內典》
- 《經論斷章讀》
- 《四書讀》

## 文獻參考
1. ↑  首都师范大学东方文化研究所 程恭讓. . 圓光佛學學報. 1999年12月, (第四期): 141–191  [2014-01-26]. （原始内容存档于2016-03-05）.
2. ↑  釋淨空. . 《十善業道經大意》. 報佛恩網. 2000-07-01  [2014-01-26]. （原始内容存档于2019-09-09）. 現代的佛教總共有五種形式同時存在……第一種、釋迦牟尼佛的教育。這是傳統的佛教，現已很少見。第二種、宗教的佛教。……第四種、哲學的佛教。……
3. ↑  胡平生; 周先俐. . 獨立作家－秀威出版. 2020-03-01: 21. ISBN 978-986-326-781-2.